# Paraphemone multimaculata
Paraphemone multimaculata – gatunek chrząszcza z rodziny kózkowatych i podrodziny zgrzypikowych. Jedyny przedstawiciel rodzaju Paraphemone.

## Zasięg występowania
Gatunek ten występuje w Tajlandii.